# Rezerwat przyrody Wisła
Wisła – faunistyczny rezerwat wodny na terenie miasta Wisła w powiecie cieszyńskim. Znajduje się w centrum Pasma Baraniej Góry i Skrzycznego w Beskidzie Śląskim. Obejmuje cieki wodne Białej i Czarnej Wisełki wraz z ich dopływami, powstały z ich połączenia źródłowy tok Wisły do ujścia Malinki oraz ciek samej Malinki (575–995 m n.p.m.). Leży w granicach Parku Krajobrazowego Beskidu Śląskiego.
Rezerwat został utworzony zarządzeniem Ministra Leśnictwa i Przemysłu Drzewnego z dnia 25 czerwca 1959 r. (M.P. z 1959 r. nr 62, poz. 321) w celu ochrony wymienionych odcinków wód jako miejsca bytowania i rozrodu rodzimej populacji pstrąga potokowego. Jego powierzchnię określono na 17,61 ha.
Odcinkom rzek, uznanym za rezerwat, towarzyszą następujące zespoły leśne:
- dolnoreglowy bór świerkowo-jodłowy – w górnej części cieków;
- żyzna buczyna karpacka – w dolnej części cieków;
- nadrzeczna olszyna górska z olszą szarą i bujnie rozwiniętym runem, w którym dominują lepiężniki – wąskim pasem wzdłuż potoków w najniższej części rezerwatu.

Wzdłuż cieków wodnych, wchodzących w skład rezerwatu, występuje ponad 200 gatunków roślin naczyniowych. Jest wśród nich szereg gatunków podlegających ochronie gatunkowej lub rzadkich. Większość z nich spotkamy w ziołoroślach nad Białą (np. jaskier platanolistny, róża alpejska, rutewka orlikolistna, tojad mocny) lub Czarną Wisełką (ciemiężyca zielona, modrzyk górski, naparstnica zwyczajna, omieg górski, szczaw alpejski, wiązówka błotna). Ponadto na wychodniach fliszu i na murkach oporowych nad Białą Wisełką znaleziono stanowiska rzadkich paproci: paprotki zwyczajnej i zanokcicy skalnej. W niższych położeniach ciekom tym towarzyszą nadpotokowe ziołorośla lepiężnikowe (łopuszyny), w których masowo występują lepiężnik biały i różowy oraz świerząbek orzęsiony, natomiast rzadko – bniec czerwony.
Od początku istnienia rezerwatu niejasne były zarówno jego precyzyjna lokalizacja, jak i stosunki własnościowe na jego terenie i w najbliższym sąsiedztwie. Funkcje rezerwatu stały od początku w sprzeczności z lansowaną rozbudową miasta Wisły i propagowaniem jej jako głównego ośrodka turystycznego w Beskidzie Śląskim. Regulacja znacznych odcinków wymienionych potoków i budowa zapory w Wiśle Czarnem, a także zakwaszenie i zanieczyszczenie wody spowodowały, że funkcje rezerwatu są obecnie bardzo wątpliwe: w Czarnej Wisełce pstrągi zupełnie wyginęły, a w Białej Wisełce pstrąg nie utrzymałby się bez sztucznego zarybiania narybkiem z hodowli.